# Medaglia ai benemeriti della Liberazione di Roma 1849-1870
La medaglia ai benemeriti della Liberazione di Roma 1849-1870 fu una medaglia concessa dal Regno d'Italia a quanti avessero partecipato alle operazioni belliche della prima, della seconda e della terza guerra d'indipendenza volte alla conquista ed alla difesa di Roma.

## Storia
La medaglia venne istituita dalla Giunta Provvisoria di Governo di Roma con decreto del 28 settembre 1870, all'indomani della Presa di Roma per ricompensare quanti avessero partecipato degnamente alla difesa ed alla presa di Roma tra il 1849 ed il 1870.
Essa venne realizzata in oro (solo 2 esemplari), in argento (ai 24 superstiti della battaglia di Villa Glori ed a grandi personaggi del risorgimento italiano), mentre quella di bronzo venne destinata a tutti i militari che avessero preso parte a questa campagna.

## Insegne

### Medaglia
La medaglia consiste in un disco d'oro, d'argento o di bronzo del diametro di avente:
sul diritto: uno scudo con lo stemma araldico di Roma sormontato da una lupa capitolina e sovrapposto a due fasci littori incrociati e a una corona di quercia;
sul retroal centro la scritta «ROMA RIVENDICATA AI SUOI LIBERATORI» racchiusa in una corona di quercia.

### Nastro
Il nastro reca i colori della città di Roma: cinque strisce rosse alternate a sei strisce gialle.

### Fascette
Il nastro poteva essere completato da barrette bronzee che riportavano gli anni di campagna in cui si era prestato servizio. Le barrette erano consentite per gli anni 1848, 1849, 1867, 1870.